# Navia arida
Navia arida är en gräsväxtart som beskrevs av Lyman Bradford Smith och Julian Alfred Steyermark. Navia arida ingår i släktet Navia och familjen Bromeliaceae. Inga underarter finns listade i Catalogue of Life.